# Academia Militar Al-Assad
Academia Militar de Al-Assad (en árabe: أكاديمية الأسد للهندسة العسكرية), conocida también como la Academia de Ingeniería Militar era una institución educativa y de entrenamiento militar ubicada en Alepo, Siria. La academia se encontraba a 7 kilómetros al suroeste del centro de la ciudad de Alepo. El campus de los kilómetros cuadrados podía mantener aproximadamente a 2000 soldados bien armados y entrenados dentro de esta institución.
Se impartía capacitación básica para la infantería y los reclutas del Cuerpo de Blindados, extendiéndose también esta capacitación a la formación avanzada de ingenieros del Ejército Sirio.